# Segling vid olympiska sommarspelen 1980
Seglingen vid de olympiska sommarspelen 1980 avgjordes mellan 21 och 29 juli 1980. Totalt deltog 156 tävlande, 155 män och en kvinna, från 23 länder i tävlingarna. Det anordnades sju race för var och en av de sex klasserna. Då Moskva inte var en lämplig plats för seglingstävlingarna byggdes det olympiska segelbåtscentret i Pirita i Tallinn. 

## Båtklasser
Fem av klasserna i tävlingen var desamma som i 1976 års seglingstävlingar. Tempest-klassen som det endast tävlades i år 1972 och 1976 togs bort och ersattes av starbåt-klassen som funnits på det olympiska programmet mellan 1932 och 1972.
- Utrustning:

| Klass               | Typ       | Seglare | Trapets | Storsegel | Fock | Spinnaker | Första OS |
| ------------------- | --------- | ------- | ------- | --------- | ---- | --------- | --------- |
| Finnjolle           | Jolle     | 1       | 0       | x         | -    | -         | 1952      |
| 470                 | Jolle     | 2       | 1       | x         | x    | x         | 1976      |
| Flygande Holländare | Jolle     | 2       | 1       | x         | x    | x         | 1960      |
| Tornado             | Katamaran | 2       | 1       | x         | x    | -         | 1976      |
| Starbåt             | Kölbåt    | 2       | 0       | x         | x    | -         | 1932      |
| Soling              | Kölbåt    | 3       | 0       | x         | x    | x         | 1972      |

- Design:

## Medaljfördelning
| Gren                        | Guld                                                             | Silver                                                           | Brons                                                             |
| Finnjolle Detaljer...       | Finland Esko Rechardt                                            | Österrike Wolfgang Mayrhofer                                     | Sovjetunionen Andrej Balashov                                     |
| 470 Detaljer...             | Brasilien Eduardo Penido Marcos Soares                           | Östtyskland Egbert Swensson Jörn Borowski                        | Finland Jouko Lindgrén Georg Tallberg                             |
| Flying Dutchman Detaljer... | Spanien Alejandro Abascal Miguel Noguer                          | Irland David Wilkins James Wilkinson                             | Ungern Szabolcs Detre Zsolt Detre                                 |
| Tornado Detaljer...         | Brasilien Lars Sigurd Björkström Alexandre Welter                | Danmark Peter Due Per Kjergard                                   | Sverige Göran Marström Jörgen Ragnarsson                          |
| Starbåt Detaljer...         | Sovjetunionen Valentin Mankin Aleksandr Muzychenko               | Österrike Hubert Raudaschl Karl Ferstl                           | Italien Giorgio Gorla Alfio Peraboni                              |
| Soling Detaljer...          | Danmark Poul Richard Høj Jensen Erik Hansen Valdemar Bandolowski | Sovjetunionen Aleksandr Budnikov Boris Budnikov Nikolai Poljakov | Grekland Tasos Bountouris Anastasios Gavrilis Aristidis Rapanakis |

## Medaljtabell
| Pl. | Nation        | Guld | Silver | Brons | Totalt |
| --- | ------------- | ---- | ------ | ----- | ------ |
| 1   | Brasilien     | 2    | 0      | 0     | 2      |
| 2   | Sovjetunionen | 1    | 1      | 1     | 3      |
| 3   | Danmark       | 1    | 1      | 0     | 2      |
| 4   | Finland       | 1    | 0      | 1     | 2      |
| 5   | Spanien       | 1    | 0      | 0     | 1      |
| 6   | Österrike     | 0    | 2      | 0     | 2      |
| 7   | Irland        | 0    | 1      | 0     | 1      |
| 7   | Östtyskland   | 0    | 1      | 0     | 1      |
| 9   | Grekland      | 0    | 0      | 1     | 1      |
| 9   | Italien       | 0    | 0      | 1     | 1      |
| 9   | Sverige       | 0    | 0      | 1     | 1      |
| 9   | Ungern        | 0    | 0      | 1     | 1      |